# Alfred Darimon
Alfred Louis Darimon (Rijsel, 17 december 1817 of 1819 - Neuilly-sur-Seine, 1 oktober 1902) was een Frans journalist en politicus.

## Biografie
Vanaf 1848 werd hij financieel-economisch journalist bij verschillende dagbladen, waaronder La Voix du Peuple en La Presse. 
Bij de parlementsverkiezingen van 1857 werd hij verkozen in de zevende kiesomschrijving van het departement Seine. Samen met Jules Favre, Ernest Picard, Jacques-Louis Hénon en Émile Ollivier was hij een van Les Cinq (De Vijf), de vijf verkozen republikeinen die de eed zouden afleggen en zouden zetelen in het Wetgevend Lichaam. Hij was een hardwerkend parlementslid en legde zich vooral toe om financieel-economische onderwerpen. Hij toonde zich als een voorstander van vrijhandel en was een voorstander van het Cobden-Chevalierverdrag uit 1860, maar zou ook meermaals de afschaffing bepleiten van de controversiële wet op de algemene veiligheid.
Bij de parlementsverkiezingen van 1863 werd hij herverkozen. In het Wetgevend Lichaam pleitte hij voor de oprichting van syndicaten en coöperaties voor de arbeidersklasse. In juli 1864 werd hij lid van de Société pour la propagation de l'enseignement professionnel, om in 1865 secretaris van het Wetgevend Lichaam te worden. Ter onderscheiding voor zijn parlementaire werkzaamheden werd opgenomen in het Legioen van Eer op 30 augustus van dat jaar.
Darimon nam niet meer deel aan de parlementsverkiezingen van 1869. Hij werd aangesteld tot consul in Rotterdam, maar zou deze functie niet bekleden. Tot zijn spijt werd hij niet benoemd tot staatsraad, iets waarover hij zijn beklag zou doen bij keizer Napoleon III persoonlijk. Op 14 december 1869 werd hij uiteindelijk benoemd tot speciaal commissaris voor het monetair beleid in de Conseil supérieur du commerce, de l'agriculture et de l'industrie.
Na de afkondiging van de Derde Franse Republiek op 4 september 1870 kwam er een einde aan zijn carrière in openbare dienst. Hij zou nog verscheidene artikelen publiceren in de krant Le Figaro en zou enkele boeken uitgeven over de politiek ten tijde van het Tweede Franse Keizerrijk en zijn rol daarin.
Hij overleed in armoede op 1 oktober 1902, op 85-jarige leeftijd.